# Острівкування
Острівкув́ання – режим функціонування сегменту мережі, коли місцева генерація ізольованого сегменту електромережі чи окремо взятий генератор продовжує виробляти електроенергію та живити від'єднаний сегмент мережі навіть коли відбулось від'єднання його від макромережі.
Острівкування може бути небезпечним для працівників енергетичної станції або побутових споживачів, які можуть вчасно не зрозуміти, що від'єднаний сегмент мережі від основної мережі все ще під напругою, тому індивідуальні генератори та мікроінвертори мають визначати факт острівкування і зупинити подачу енергії — така функція називається «анти-острівкування» (англ. anti-islanding).
Загальний приклад острівкування — мережа ліній постачання, що приєднані до сонячних панелей. У випадку відключення, сонячні батареї будуть продовжувати постачати енергію поки буде достатня освітленість. У випадку, коли лінії постачання стають енергетичними «острівцями», вони оточені «морем» знеструмлених ліній. З цієї причини, були створені сонячні інвертори, які розроблені таким чином, щоб постачати енергію до мережі, де зазвичай потрібна наявність деякої подоби схеми автоматичного анти-острівкування, у них.
Щодо умисного острівкування, генератор від'єднується від мережі й змушує розподіленого генератора живити місцеву мережу.

## Основи острівкування
Електр́ичні інв́ертори — пристрої, які перетворюють постійний струм (ПС) на змінний струм (ЗС). Мережно-інтерактивні інвертори мають додаткову вимогу — вони виробляють стільки енергії ЗС, скільки потребує наявна мережа. Зокрема, мережно-інтерактивний інвертор має відповідати потужності частоти і фазі лінії електропередачі, з якою він з'єднується. Є численні технічні вимоги до точності цього процесу.
Розглянемо випадок будинку з набором сонячних батарей на даху. Інвертор(и), який(і) кріплять до панелей, перетворює різний ПС у випадку, якщо енергія панелей ЗС відповідає мережі постачання. Якщо мережа відключена, напруга на мережевих лініях впаде до нуля — це вказівка зупинити обслуговування. У випадку, коли будинок навантажений точно до відповідних вихідних панелей у момент переривання в мережі, панелі можуть продовжувати постачати енергію, витрачену навантаженням мережі, очевидна вказівка, що переривання відбулось, відсутня.
Зазвичай, коли навантаження і продукування підібрані точно, так звана «умова рівноваги», невдача в мережі буде результатом кількох додаткових, несталих, вироблених сигналів. Наприклад, майже завжди буде короткий спад у лініях напруги, який буде сигналом до можливого помилкового стану. Проте, такі події можуть також бути викликані звичайними діями, зокрема, запуск великого електричного мотора.
Методи, які визначають острівкування з великим числом помилкових спрацювань - є предметом особливих досліджень. Кожний метод має деякі перепони, котрі потрібно обійти перед тим, як приступати до розгляду сигналу мережевого переривання, що приводить до "області не виявлення"(НДЗ) — діапазону умов, коли справжня помилка мережі буде відфільтрована.

## Сумніви обґрунтування
Враховуючи діяльність в області й велику кількість методів, розроблених для визначення острівкування, є дуже важливим розгляд питання про доцільність розв'язання проблеми та визначення кількості зусиль, що на неї витрачається. Зазвичай, говорячи про причини антиострівкування, виділяють такі (в окремому порядку):
1. Проблема безпеки: якщо формуються острівки, ремонтні відділи можуть зіткнутись з непередбачуваними "живими" дротами (такими, що під напругою).
2. Поломка обладнання кінцевого користувача: споживацьке обладнання може теоретично бути пошкоджено, якщо операційні параметри надто сильно відрізнятимуться від норми. У цьому випадку станція відповідальна за пошкодження.
3. Зупинка невдачі: Повторне замикання схеми на активному острівку може викликати проблеми з обладнанням станції, чи викликати автоматичне повторне замикання систем, не помітивши проблеми.
4. Проблеми інвертора: Повторне замикання на активному острівку може викликати безлад серед інверторів.

Перша проблема була різко відхилена багатьма в електроенергетиці. Робочі лінії уже постійно піддаються несподіваним "живим" проводам в нормальному руслі подій (тобто дім відключено, бо немає енергії, чи тому, що натиснутий головний перемикач всередині?). Звичайні робочі процеси за правилами екстреного виклику чи правилам крайнього терміну, потребують, щоб робочі лінії перевірялись на наявність струму постійно, і було визначено, що активні острівки додають незначного ризику. Проте в інших аварійних робітників може не бути часу на перевірку ліній, і ці проблеми були інтенсивно досліджені з використанням ризико-аналізуючих засобів. Британські дослідження привели до висновку, що «ризик удару струмом, пов'язаний з острівкуванням, від фотовольтних систем у найгіршому випадку сценарію фотовольтного проникнення, для обох — мережевого оператора і клієнта, як правило, є меншим за 10-9 кожного року.
Другу можливість також вважають надзвичайно віддаленою. На додачу до перепон, які розроблені, щоб швидко спрацьовувати, системи визначення острівкування також мають абсолютні "пороги", які усе відключать задовго до того, як умови нанесення пошкоджень обладнанню кінцевому користувачу, будуть досягнуті. Це, взагалі-то, дві останні завади, які викликають більшу частину неспокою серед електричних станцій. Автомати повторного включення звичайно використовуються, щоб поділити мережу на маленькі секції, які будуть автоматично і швидко, перенаправляти енергію на гілки, як тільки умова помилки(дерево гілок і ліній, наприклад) вирішується. Є деяка стурбованість, що автомати повторного включення можуть не перенаправляти енергію у випадку острівкування, чи швидке їх зациклення може вмішатись у здатність систем розподілених генераторів бути відповідними знову після виправлення помилки.
Якщо проблема острівкування дійсно існує, то вона проявляється обмеженням певних типів генераторів. Канадський звіт 2004 року завершився тим, що синхронні генератори, установки типу micro hydro, стали головною турботою. У цих систем може бути значна механічна інерція, яка забезпечує успішний сигнал. Для інвертор - орієнтованих систем, звіт в більшості відхилив проблему; "Технологія антиострівкування для систем розподілених генераторів, базованих на інверторах є набагато краще розроблена, і опубліковані оцінки ступеня ризикованості пропонують, щоб сьогоднішні технології і стандарти забезпечили відповідний захист, доки проникнення систем розподілених генераторів в систему розподілення залишається відносно низьким". Звіт також відмітив що "уявлення про важливість цієї проблеми мають тенденцію бути дуже розділеними". В станціях, взагалі розглядається можливість її виникнення і дії, в той час, як в системах розподілених генераторів, зазвичай, використовують ризикований підхід і дуже низьку ймовірність формування острівків.
Прикладом такого підходу, коли підсилюється випадок, де острівкування вважають в основному надуманим питанням, є основною реального експерименту з острівкуванням, який був виконаний в Голландії в 1999. Попри це, базовані на тодішній системі антиострівкування, як правило, основні методи виявлення стрибків у напрузі, явно продемонстрували, що «острови» не можуть тривати довше хвилини. Крім того, теоретичні передумови були правильними, - шанс існування умови рівноваги становив порядку 10−6 на рік, а шанс, відключення мережі в ту мить, є ще меншим. Оскільки острівкування може тільки сформуватись коли обидві умови сформовані, то фахівці дійшли до висновку що "вірогідність зіткнення з острівкуванням є фактично нульовою".
Проте, компанії електричних станцій продовжили використовувати острівкування як причину затримки чи відмови від запровадження систем розподілених генераторів. В Онтаріо, Ontario Hydro, недавно ввели рекомендації по взаємозв’язку, де відмовлялись від зв’язку, якщо загальна розподільча здатність генерувати потужності на гілці була 7% від максимуму, щорічної пікової потужності. Однак, Каліфорнія встановила межу в 15% тільки для перевірки, дозволяючи під’єднання до 30%, і активно розглядала зсунення межі перевірки тільки для 50%.
Хоча дана проблема може бути надто політизована. В Онтаріо, багатьом потенційним клієнтам, що використовують у своїх інтересах нову "Feed-In-Tariff" програму, відмовляли в підключенні тільки після будівництва їхніх систем. Це було проблемою особливо в сільських районах, де численні фермери змогли налаштувати крихітні (10 кВт) системи під "здатність звільнення" мікро-придатних програм, тільки щоб зрозуміти що Hydro One, запровадило нове повне регулювання тільки після факту багатьох випадків, де системи були вже встановлені.

## Методи визначення острівкування
Визначення умови острівкування є предметом значних досліджень. В загальному випадку, вони можуть бути поділені на пасивні методи, які шукають перехідні події у мережі, і активні методи, що досліджують мережу, посилаючи в неї сигнали деякого виду, від інвертора чи пункту розподілення мережі. Існують також, методи, які станція може використати для визначення умови, яка змусила б методи базовані на інверторах призводити до помилки, і свідомо відкидати ті умови, які б змусили інвертори відключитись. Звіт Sandia Labs [Архівовано 10 березня 2012 у Wayback Machine.] розглядає багато таких технологій, і в використанні, і в перспективі розробки. Методи отримані в результаті наведені далі.

### Пасивні методи
Пасивні методи включають багато систем, які намагаються визначити перехідні зміни у мережі, і використовують цю інформацію, як базу, як достовірне визначення того, чи зазнала невдачі мережа, чи деяка інша умова привела до тимчасової зміни.

#### Висока/низька напруга
Згідно закону Ома, напруга в електричному колі є функцією електричного струму(переміщення, передача електронів) і прикладеним навантаженням(опором. У випадку переривання мережі, струм, що постачається місцевим джерелом, навряд буде відповідати навантаженню так добре, щоб мати можливість підтримувати постійну напругу. Система з періодичними зразками напруги і переглядом раптових змін може бути використана для виявлення несправного стану.
Визначення «під/над» напруги є, зазвичай, простою справою, для впровадження в мережно-інтерактивні інвертори, бо основна функція інверторів повинна відповідати стану мережі, включаючи напругу. Це означає, що всі мережно-інтерактивні інвертори, при необхідності, потребують схеми виявлення змін. І все, що потрібно, - алгоритм виявлення раптових змін. Проте, раптові зміни в напрузі є звичним явищем у мережі, оскільки навантаження прикладається і забирається, і таким чином, поріг має бути використано, щоб уникнути фальшивих роз’єднань.
Умови, які призводять до "не виявлення" з цим методом є величезними, такі системи беруться разом з іншими системами визначення острівкування.

#### Висока/низька частота
Частота енергії, яка постачається в мережу є функцією постачання, однією з тих, якій інвертори повинні ретельно відповідати. Коли джерело мережі втрачене, частота енергії падає до природної резонансної частоти на колі «острівка». Пошук змін в цій частоті, як з напругою, є простим впровадженням використання потрібної функціональності, і з цієї причини більшість всіх інверторів також слідкують за помилковими умовами, з використання цього методу.
На відміну від змін у напрузі, взагалі вважають дуже малоймовірним, що у випадкового кола може бути природна частота, так само як і в енергетичної мережі. Проте, багато пристроїв свідомо синхронізують з мережною частотою, як телевізори. Двигуни, в особливості, можуть бути в змозі забезпечити сигнал, як буде в межах ЗНВ протягом деякого часу, оскільки вони "згорнуті". Комбінація зрушень напруги і частоти все ще призводить до ЗНВ, яку не вважають відповідним всьому.

#### Виявленні стрибків у фазі напруги
У навантаження, зазвичай, є коефіцієнти потужності, які не є ідеальними, що означає, що воно не приймає напругу з мережі ідеально, а трохи їй перешкоджає. У інверторів зв’язку мережі, по визначенню, є коефіцієнти потужності рівні 1. Це може привести до змін у фазі, коли мережа «впаде», чим й можна скористатись для виявлення острівкування.
Інвертори, взагалі-то, відстежують сигнал фази мережі, використовуючи фазу захоплення петлі(ФЗП), деякого вигляду. ФЗП залишається в синхронізації з сигналом мережі, відстежуючи коли сигнал перетне позначку в 0 вольтів. Між цими подіями, система, на ділі, "тягне" синусоїдальний вихід, змінюючи поточну продуктивність, щоб привести у відповідну форму хвилю напруги. Коли мережа відключиться, коефіцієнт потужності раптово змінюється від мережі(1) до навантажень(~1). Оскільки коло все ще забезпечує струм, який виробив рівну вихідну напругу, отриману відомими навантаженнями, то ця умова приведе до раптової зміни в напрузі. До того часу, хвильова форма завершена і повернена до нуля, а сигнал не збігається.
Головною перевагою для цього підходу є те, що зрушення в фазі відбудеться, навіть якщо навантаження точно буде відповідати постачанню з точки зори закону Ома, - ФЗП засновано на коефіцієнтах потужності острівця, які дуже рідко становлять 1. Іншою стороною є те, що багато загальних подій, як запуск мотора, також викликають стрибки фази, оскільки нові опори додані до кола. Це змушує систему використовувати відносно більші пороги, зменшуючи її ефективність.

#### Виявлення гармонік
Навіть з такими шумними джерелами, як мотори, повне спотворення гармоніки (ПСГ) з’єднаного з мережею кола, взагалі незмірне, через надмірно нескінченну властивість мережі, яка фільтрує такі події. Інвертори, з іншого боку, зазвичай, є набагато більше спотворені, за 5%е ПСГ. Це функція їх побудови, деяке ПСГ є природним, побічним ефектом кола електропостачання режимів перемикання, на яких заснована більшість інверторів.
Таким чином, коли мережа від’єднується, ПСГ місцевого кола, відповідне рівню одного з інверторів. Це забезпечує дуже безпечний метод виявлення острівкування, бо немає взагалі ніяких інших джерел ПСГ, які відповідали б ПСГ інвертора. Додатково, взаємодія в межах самих інверторів, особливо трансформаторів, має нелінійні ефекти, які виробляють унікальні другу і третю гармоніки, які можна легко виміряти.
Недолік цього підходу полягає в тому, що деякі навантаження можуть відфільтровувати спотворення, таким же чином це намагатиметься зробити й інвертор. Якщо цей ефект фільтрації є достатньо сильним, це може зменшити ПСГ нижче порогу, що повинне викликати "виявлення". Системи без трансформаторів "в середині" точки роз’єднання зроблять виявлення важчим. Проте, велика проблема полягає в тому, що сучасні інвертори намагаються зменшити ПСГ якнайбільше, в деяких випадках до невимірних меж.

### Активні методи
Активні методи, зазвичай, намагаються виявити помилку мережі шляхом введення крихітних сигналів на лінію, і тоді дізнатись чи немає в сигналі змін.

#### Вимірювання повного опору
ВПО намагається виміряти повний опір кола, який живиться інвертором. Воно робить це, трішки "перенапружуючи" амплітуду струму через цикл змінного струму, подаючи надто багато струму у визначений термін. Зазвичай, це не мало б ніякого ефекту на виміри напруги, оскільки мережа - ефективно, нескінченно жорстке джерело напруги. У випадку відключення, навіть маленьке перенапруження призвело б до значної зміни напруги, цим виявляючи острівкування.
Головне перевага цього методу полягає в тому, що в нього є можливість зникнення малої не "виявної зони", для будь-якого одного інвертора. Проте, інверсія – є також головною слабкістю даного методу. У випадку багатьох інверторів, кожен би посилав дещо інший сигнал в лінію, приховуючи ефекти на іншому інверторі. Можна розглянути проблему зв’язку між інверторами, щоб гарантувати, щоб вони посилали схожий графік, проте не однорідна установка(багаторазові установки на одиничній гілці) стає, практично, важкою й неможливою. Метод працює тільки якщо мережа нескінченна, і багато реальних зв’язків мережі слабо відповідають цьому критерію.

#### Вимірювання повного опору на певній частоті
Хоча ця методологія схожа до Вимірювання повного опору, але цей метод, також відомий як "гармонічний скачок амплітуди", і фактично, ближчий до методу Визначення гармонік. В цьому випадку інвертор свідомо вводить гармоніку на даній частоті, і як у випадку Вимірювання Повного Опору, очікує сигнал з мережі, щоб поглинути його, поки мережа потерпить невдачу. Як і Визначення гармонік, сигнал може бути відфільтрованим у реальному колі.

#### Режим ковзання зсуву частоти
Це один із найновіших методів виявлення острівкування, і в теорії, один із найкращих. Він заснований на примусі фази на виході інвертора бути трішки розрегульованою, очікуючи, щоб мережа поглинула цей сигнал. Система опирається на дії точно налаштованої замкнутої на фазі петлі, щоб стати непостійною коли сигнал у мережі відсутній. В цьому випадку фаза захоплення петлі намагатиметься налаштувати сигнал під себе, який побудований, щоб продовжувати дрейфувати. У випадку невдачі у мережі, система буде дрейфувати далеко від задуманої частоти, в кінцевому випадку змушуючи інвертор відключитись.
Основною перевагою цього методу є те, що він може бути впроваджений з використанням схеми, яка вже існує в інверторі. Основним недоліком, є те, що він вимагає, щоб інвертор завжди був трохи асинхронний з мережею, зі зниженим коефіцієнтом потужності. Зазвичай, система зменшує "не виявні зони" і швидко відключається, але відомо, що є деякі навантаження, які будуть реагувати на компенсацію виявлення.

#### Зміщення частоти
Зміщення частоти викликає дещо поза частотний сигнал в мережу, але "встановлює" його в кінці кожного циклу, "стрибаючи" назад у фазу, коли напруга передає 0. Це створює сигнал, подібний Режиму ковзання, але коефіцієнт потужності залишається ближчим до того що в мережі, і перезавантажує себе кожний цикл. Крім того, сигнал менш імовірно буде відфільтрований відомими навантаженнями. Головна незручність - це те, що кожний інвертор повинен бути відповідним до зміщення сигналу до нуля, в тій же точці циклу, так би мовити, перетинастися з нулем, інакше різні інвертори будуть викликати сигнал в різних напрямках і фільтрувати його.
Є численні можливі варіації до цієї основної схеми. Версія Частотного Стрибка, також відома як "метод зебри", вставляє перенапруження тільки на певному числі циклів у встановленому екземплярі. Це різко зменшує шанс, що зовнішнє коло може відфільтрувати сигнал. Ця перевага зникає з наявністю багатьох інверторів, якщо не використовується деякий спосіб синхронізації екземплярів.

### Станційні методи
Електростанція також має багато методів, доступних їй, щоб змусити виключити системи, у випадку невдачі.

#### Ручне роз’єднання
Найменші підключення генератора потребують механічно роз’єднати перемикачі, таким чином, як мінімум, станція могла б відправити ремонтника, щоб натиснути їх усіх. Для дуже великих джерел, можна було б просто встановити виділений екстрений телефонний зв'язок, з допомогою якого оператор вручну б виключав генератор. У будь-якому випадку, час реагування, імовірно, буде порядку кількох хвилин чи годин.

#### Автоматичне роз’єднання
Ручне роз’єднання може бути автоматизовано з допомогою послань з мережі, чи з вторинних джерел. Для прикладу, потужність лінії зв’язку носія може бути встановлена в усі інвертори, що періодично перевіряють сигнал зі станції й від’єднуються або по команді, або якщо сигнал зникає за фіксований час. Такі системи були б дуже надійними, але дорогими.

#### Метод передачі подорожі
Якщо станція може обґрунтовано гарантувати, що у них завжди буде метод для того, щоб виявити помилку, чи що буде автоматизований, чи простий розгляд повторного включення, - то це можливо для станції, що використовує інформацію і передає її по лінії. Вона може бути використана для примусового відключення обладнання системи розподілених генераторів належним чином, свідомо викликаючи серію повторних замикань в мережі, щоб змусити систему розподілених генераторів бути ізольованою, у випадку коли форсування буде поза "не виявною зоною".
Цей метод може гарантувати роботу, але вимагатиме, щоб мережа була обладнана автоматичними системами повторного замикання і зовнішніми комунікаційними системами, які гарантуватимуть, що сигнал робитиме це через повторне замикання.

#### Вставка комплексного опору
Зв’язне поняття повинно свідомо змушувати ділити мережу за умови, яка гарантує що система розподілених генераторів буде роз’єднана. Це схоже до Методу передачі подорожі, але використовує активні системи в головних вузлах станції, як противагу покладанню на топологію мережі.
Простим прикладом є великий банк конденсаторів, які додаються до гілки, негативно заряджених і зазвичай роз’єднаних перемикачем. У випадку невдачі, конденсатори перемикаються в гілку станції після короткої затримки. Це може бути легко досягнуто через автоматичні засоби в точці розподілення. Конденсатори можуть тільки постачати струм протягом певного періоду, гарантуючи, що початковий і кінцевий імпульс, який вони постачають, буде дійсно змінено до подорожі інверторами.
Здається, немає ніякої "зони не виявлення" для цього методу анти-острівкування. Його головне незручність – ціна, набір конденсаторів має бути достатньо великим, щоб викликати зміни в напрузі, які можна буде виявити, і це є функцією кількості навантаження на гілці. В теорії, потрібно дуже великий набір, якому, рахунок станції навряд чи зможе сприяти.

#### SCADA (Наглядовий контроль і накопичення даних)
Захист від анти-острівкування може бути покращеним з допомогою системи SCADA, уже широко використовуваної на ринку електростанцій. Для прикладу, може бути поданий тривожний сигнал, якщо система SCADA виявить напругу на лінії, де як відомо, буде помилка. Це не зачіпає системи анти-острівкування, але може дозволити будь-якій системі, із перелічених вище, швидко це впровадити.

### СОМЕТСтандарти
- IEEE 1547, IEEE Standard for Interconnecting Distributed Resources with Electric Power Systems
- UL 1741 Table of Contents, UL 1741: Standard for Inverters, Converters, Controllers and Interconnection System Equipment for Use With Distributed Energy Resources

## Зовнішні посилання
- Distributed Energy Resources [Архівовано 6 вересня 2015 у Wayback Machine.]
- Sandia National Laboratories [Архівовано 15 березня 2022 у Wayback Machine.]